# Sztyletnicy

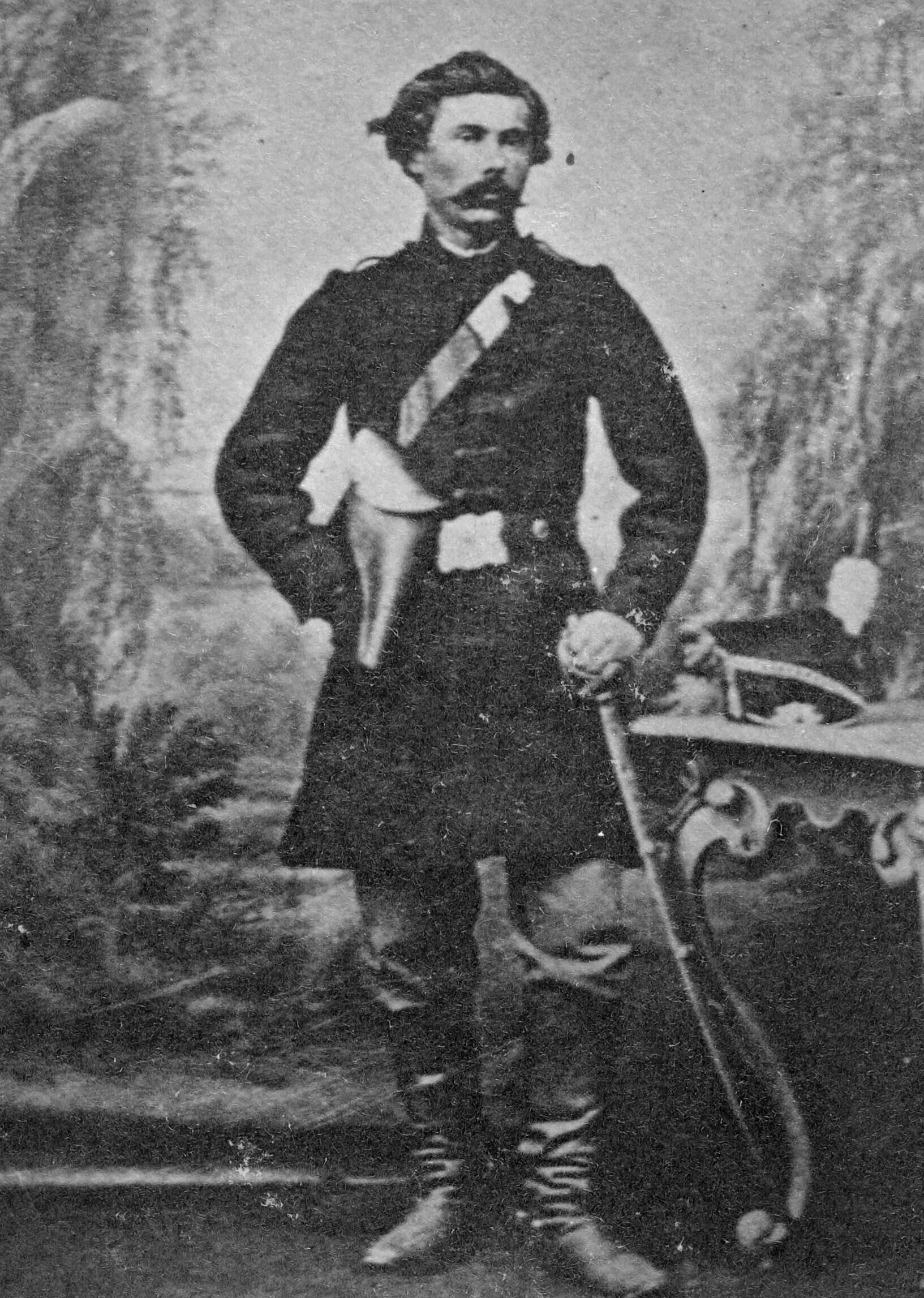
Ignacy Chmieleński

Sztyletnicy – zbrojna i dywersyjna organizacja utworzona przez polskie państwo podziemne w okresie powstania styczniowego.
Została powołana przez Komitet Centralny Narodowy – pełniący funkcję rządu powstańczego, do ochrony własnych urzędników, ministrów oraz struktur sądowych, wojskowych i administracyjnych powstania. Organizacja, na czele której stanął Ignacy Chmieleński – syn carskiego generała, składała się z sekcji żandarmerii stałej oraz sekcji żandarmerii tajnej.
Sztyletnicy z sekcji żandarmerii stałej chronili władze centralne w stolicy i na prowincji. Sztyletnicy z sekcji żandarmerii tajnej mieli za zadanie wykonywać wyroki śmierci na szpiegach, zdrajcach powstania oraz egzekwować wyroki orzeczone przez powstańcze sądy narodowe. Po przemianowaniu Komitetu Centralnego Narodowego na Rząd Narodowy organizację nazywano też Strażą Bezpieczeństwa, czyli powstańczym kontrwywiadem, a także V Oddziałem Żandarmerii (tzw. żandarmi wieszający).
Sztyletnicy w toku powstania rozszerzyli działalność zbrojną o akcje o charakterze zastraszającym, by w ten sposób złamać morale carskiej administracji, aparatu policyjnego i wojskowego. Stworzone przez przywódcę organizacji Ignacego Chmieleńskiego tzw. roty sieczne skierowały ostrze terroru w stronę najwyższych sfer rosyjskiej elity rządzącej w Królestwie Kongresowym. Warszawska organizacja sztyletników licząca 200 funkcjonariuszy i dowodzona przez naczelnika Emanuela Szafarczyka (vel Szafrańczyka) za pomocą tych specjalnych oddziałów uderzyła w centralne ogniwa rosyjskich władz. Sztyletnicy dokonali zamachów na naczelnika kancelarii tajnej w zarządzie oberpolicmajstra Warszawy Pawła Felknera, margrabiego Aleksandra Wielopolskiego, rosyjskiego namiestnika wielkiego księcia Konstantego, namiestnika Królestwa gen. Fiodora Berga, publicystę Józefa Aleksandra Miniszewskiego i generała carskiego Fiodora Trepowa.
Mimo że większość tych zamachów była nieudana, to liczbę ofiar sztyletników szacuje się na 1007 osób, w tym 951 śmiertelnych. W samej Warszawie przeprowadzili w latach 1862–1864 47 zamachów. Na obszarach prowincji posuwali się do pacyfikacji całych wsi, jeśli ich ludność sprzyjała Rosjanom (np. wieś Lipie). Sztyletnicy budzili głęboki strach pośród Rosjan, byli mistrzami kamuflażu używającymi w swych akcjach uniformów oficerów, urzędników, policjantów. Obmyślając swe akcje, nigdy nie powtarzali dwa razy tego samego planu.
Sztyletnicy zyskiwali w czasie powstania na znaczeniu politycznym, konsekwentnie wspierając obóz czerwonych. W czasie przewrotu czerwonych w maju 1863 roku przyczynili się do ich zwycięstwa, grożąc przywódcom białych śmiercią, a groźby swoje niejednokrotnie urzeczywistniali (zasztyletowano np. dr. Bertolda Hermaniego). Działalność sztyletników wpłynęła na kształtowanie się terroryzmu w Rosji na przełomie XIX i XX wieku.